# Budakeszi járás
A Budakeszi járás Pest vármegyéhez tartozó járás Magyarországon 2013-tól, székhelye Budakeszi, amely korábban nem töltött be járási székhely szerepet. Területe 288,95 km², népessége 84 646 fő, népsűrűsége pedig 293 fő/km² volt 2013. elején. 2013. július 15-én négy város (Budakeszi, Biatorbágy, Budaörs és Zsámbék) és nyolc község tartozott hozzá. Azon kevés járások közé tartozik, melyeknek székhelye nem a legnépesebb városában van. Budaörs az ország legnépesebb nem járásszékhely városa, és népessége mintegy kétszerese Budakesziének.
A Budakeszi járás a 2013-ban újonnan létrehozott járások közé tartozik, a járások 1983-as megszüntetése előtt nem létezett.
A Budakeszi Járási Hivatal a Pest Megyei Kormányhivatal része. A járási hivatalvezető 2018. március 1. óta dr. Major Miklós.
A Budakeszi Járási Hivatal székhelye Budakeszin van (Fő u. 179.), itt hatósági és gyámügyi, igazságügyi kérdésekben állnak az állampolgárok rendelkezésére. Kormányablak van Budakeszin, a Dózsa György téren, valamint Budaörsön, a Szabadság út 134. szám alatt is. Foglalkoztatási Pont található Budaörsön, a Nefelejcs u. 1-3. szám alatt, és Budakeszin, a Fő u. 103-ban. Budaörsön az Uzsoki köz 56. szám alatt hatósági (szociális és fogyasztóvédelmi), gyám- és igazságügyekben járhatunk el, és kirendeltség működik Nagykovácsin, Biatorbágyon, Zsámbékon. A hivatal Földhivatali Osztálya  Archiválva 2018. február 16-i dátummal a Wayback Machine-ben Budapesten, a XI. kerületi a Karinthy Frigyes úton található, s történeti okokból a szomszédos Pilisvörösvári járás lakói is ide jöhetnek földhivatali ügyeiket intézni.
A települési ügysegédek a járás minden községében lehetőséget biztosítanak arra, hogy a legfőbb ügytípusokban intézkedhessenek az állampolgárok, minderre heti, kétheti rendszerességgel nyílik mód. ().

## Települései
| Település    | Rang (2013. július 15.) | Közös hivatal | Kistérség (2013. január 1.) | Népesség (2013. január 1.) | Terület (km²) |
| ------------ | ----------------------- | ------------- | --------------------------- | -------------------------- | ------------- |
| Budakeszi    | járásszékhely város     |               | Budaörsi                    | 13 707                     | 37,1          |
| Biatorbágy   | város                   |               | Budaörsi                    | 12 638                     | 44,12         |
| Budaörs      | város                   |               | Budaörsi                    | 27 306                     | 23,59         |
| Zsámbék      | város                   |               | Pilisvörösvári              | 5 199                      | 33,66         |
| Nagykovácsi  | nagyközség              |               | Pilisvörösvári              | 6 912                      | 30,01         |
| Budajenő     | község                  | Budajenő      | Budaörsi                    | 1 858                      | 12,42         |
| Herceghalom  | község                  |               | Budaörsi                    | 2 174                      | 7,34          |
| Páty         | község                  |               | Budaörsi                    | 6 974                      | 39,3          |
| Perbál       | község                  |               | Pilisvörösvári              | 2 078                      | 25,65         |
| Remeteszőlős | község                  | Budajenő      | Pilisvörösvári              | 755                        | 0,56          |
| Telki        | község                  |               | Budaörsi                    | 3 707                      | 10,47         |
| Tök          | község                  | Budajenő      | Pilisvörösvári              | 1 338                      | 24,73         |